# Krásnaya Niva (Briujovétskaya, Krasnodar)
Krásnaya Niva (del ruso: Красная Нива) es un jútor del raión de Briujovétskaya del krai de Krasnodar en el sur de Rusia. Está situado en la orilla derecha del río Beisuzhok Izquierdo, afluente del río Beisug, 4.5 km al sur de Briujovétskaya y 79 km al norte de Krasnodar, la capital del krai. Tenía 900 habitantes en 2010.
Pertenece al municipio rural Briujovétskoye.